# تشول تشول درة (تشيلو)
تشول تشول درة (بالفارسية: چل‌چل دره) هي منطقة سكنية تقع في إيران في قسم تشيلو الريفي.